# パシラ駅
パシラ駅（フィンランド語: Pasilan rautatieasema、スウェーデン語: Böle järnvägsstation）はフィンランドの首都ヘルシンキにある鉄道駅である。ヘルシンキ中央駅の北3.5kmのパシラ地区に位置している。フィンランドの鉄道駅ではヘルシンキ中央駅に次いで旅客数が多い駅で、開業は1862年である。パシラ駅はヘルシンキ中央駅を発着する列車の緩衝地点として中央駅の混雑を緩和する役割も担っている。ヘルシンキ中央駅から発車する長距離、近郊すべての列車が停車する他、VRグループの操車場や車両基地なども隣接している。

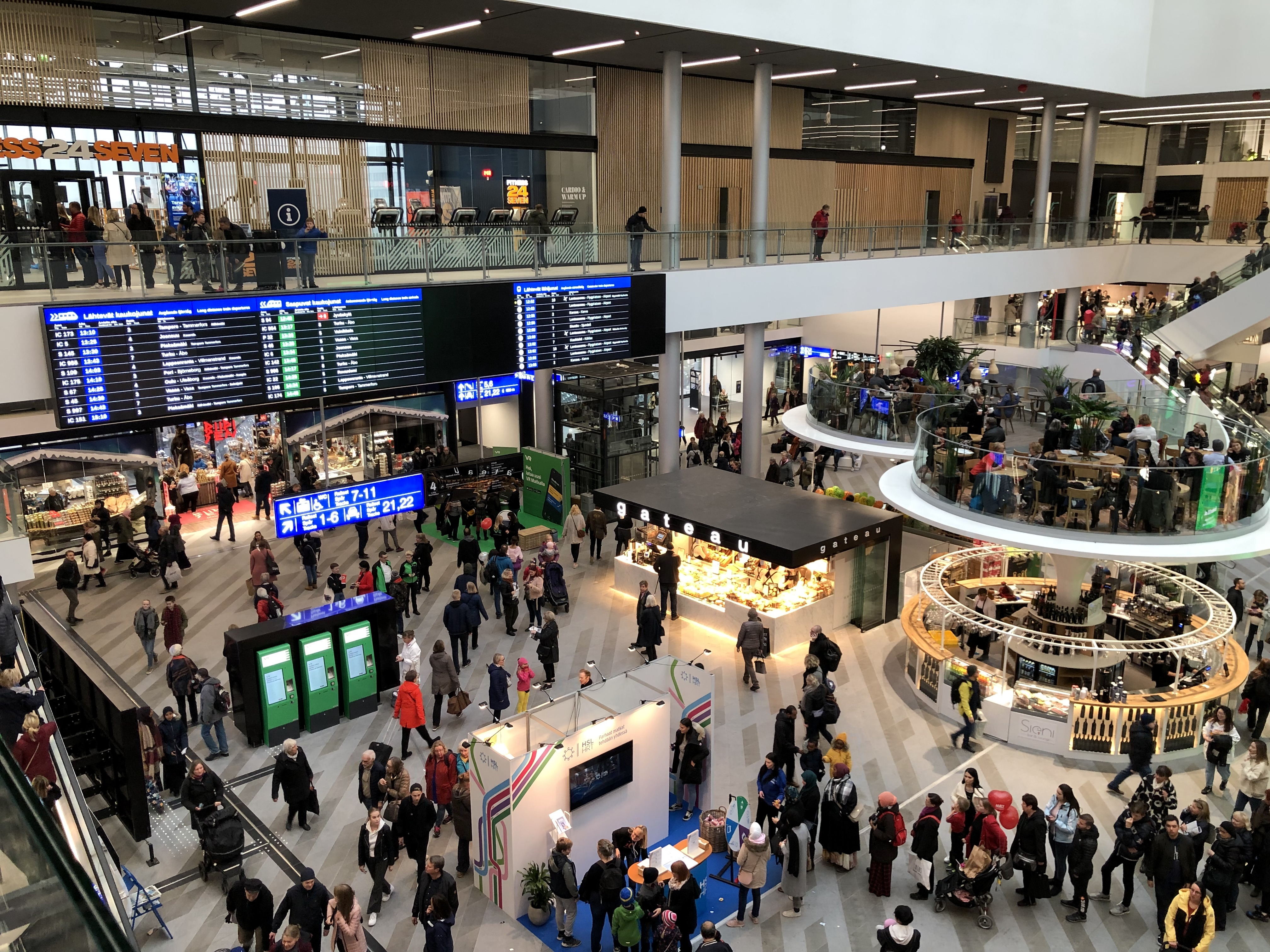
駅内部
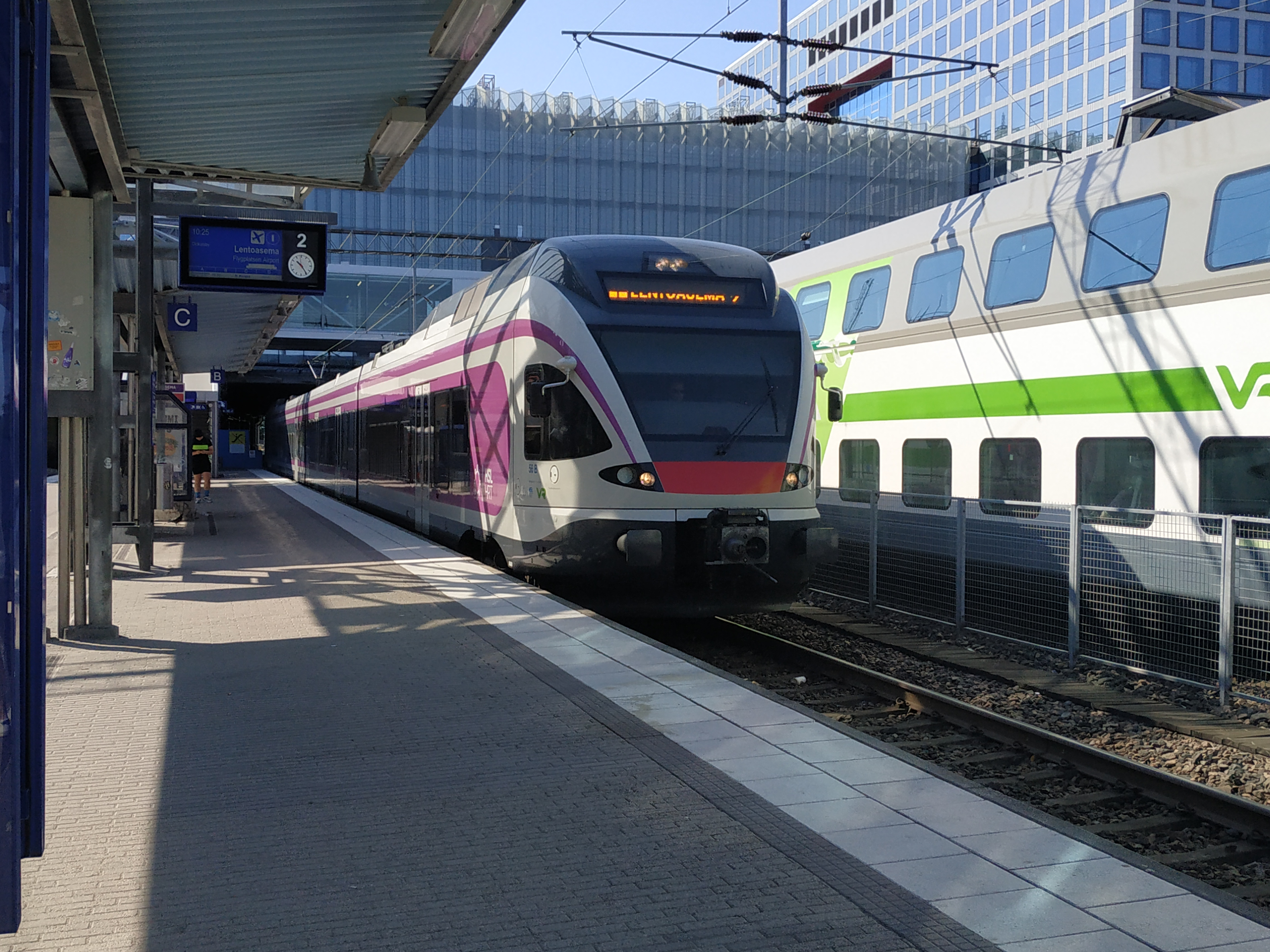
2番線の電車
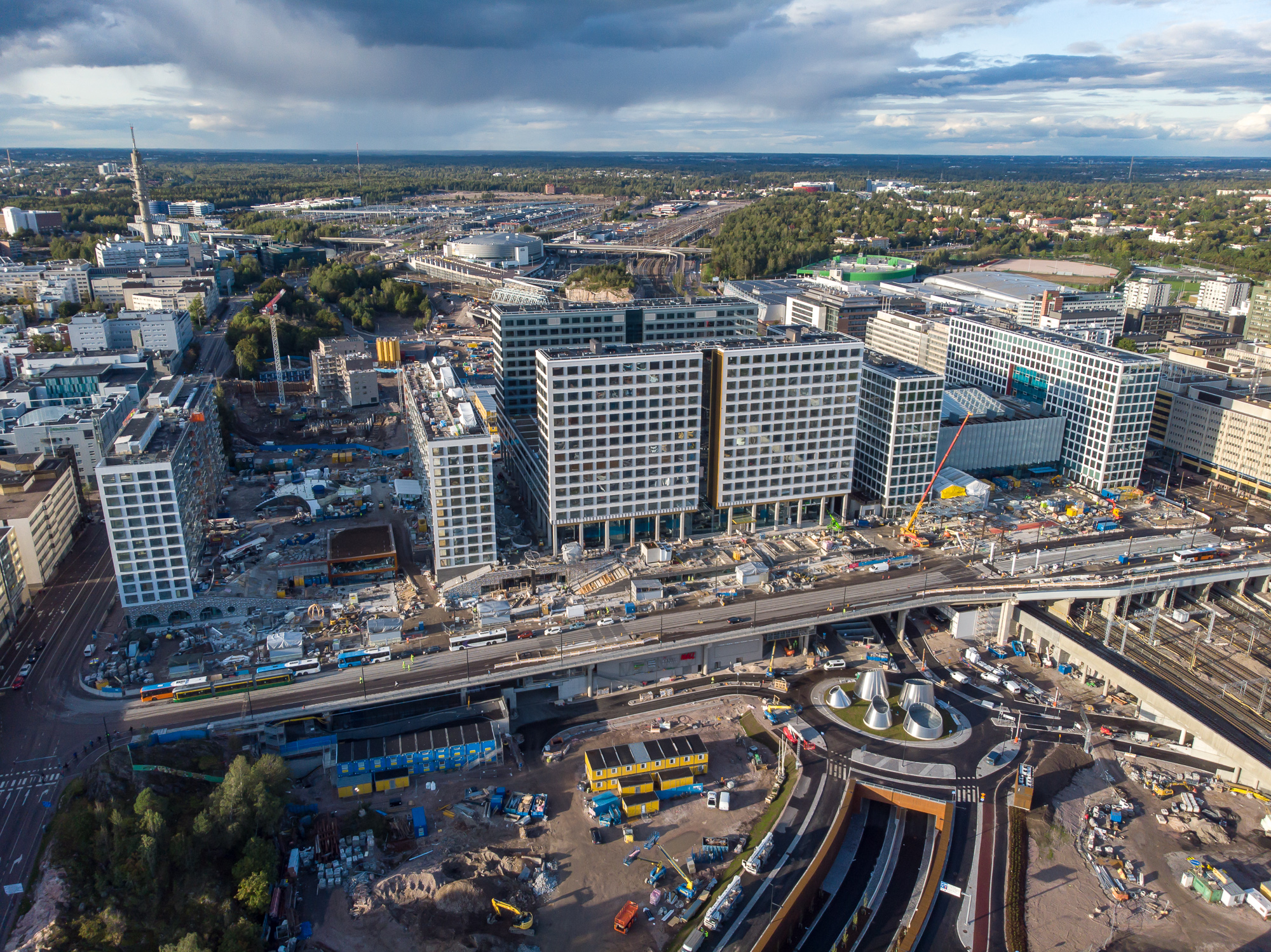
再開発中の駅周辺

## 隣の駅
ヘルシンキ・リーヒマキ線
ヘルシンキ中央駅 - パシラ駅 - カピュラ駅
ヘルシンキ・トゥルク線
ヘルシンキ中央駅 - パシラ駅 - イルマラ駅